# Bétula
Bétula (Betula) é um género de árvores da família Betulaceae, (próxima da dos carvalhos, Fagaceae), à qual pertence também a aveleira, Corylus avellana. As bétulas são arbustos ou árvores pequenas ou de tamanho médio, características de climas temperados do hemisfério norte. Têm folhas alternas, simples que podem ser dentadas ou lobadas. O fruto é uma pequena sâmara, embora as asas possam estar reduzidas em algumas espécies. As bétulas diferem do amieiros (Alnus, outro género desta família) por os amentilhos femininos não serem lenhosos e desintegrarem-se na maturidade para libertar as sementes (ao contrário da frutificação em forma de pinha dos amieiros).
No passado, o salicilato de metila (ou "bálsamo") era extraído da Betula lenta. Mascar casca de bétula era um paliativo contra o mau-hálito muito utilizado por povos antigos da Eurásia. É também um ingrediente muito utilizado em soluções de emagrecimento tais como drenantes. O óleo essencial ou as folhas de bétulas in natura são frequentemente usados como aromatizadores em saunas.

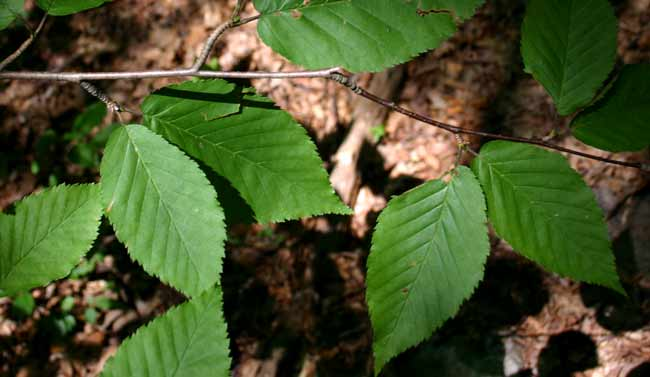
Folhas de Betula alleghaniensis

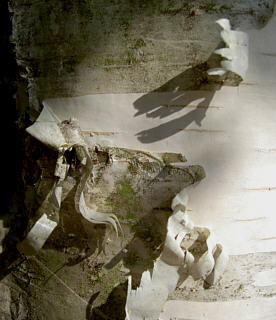
Ritidoma da Bétula

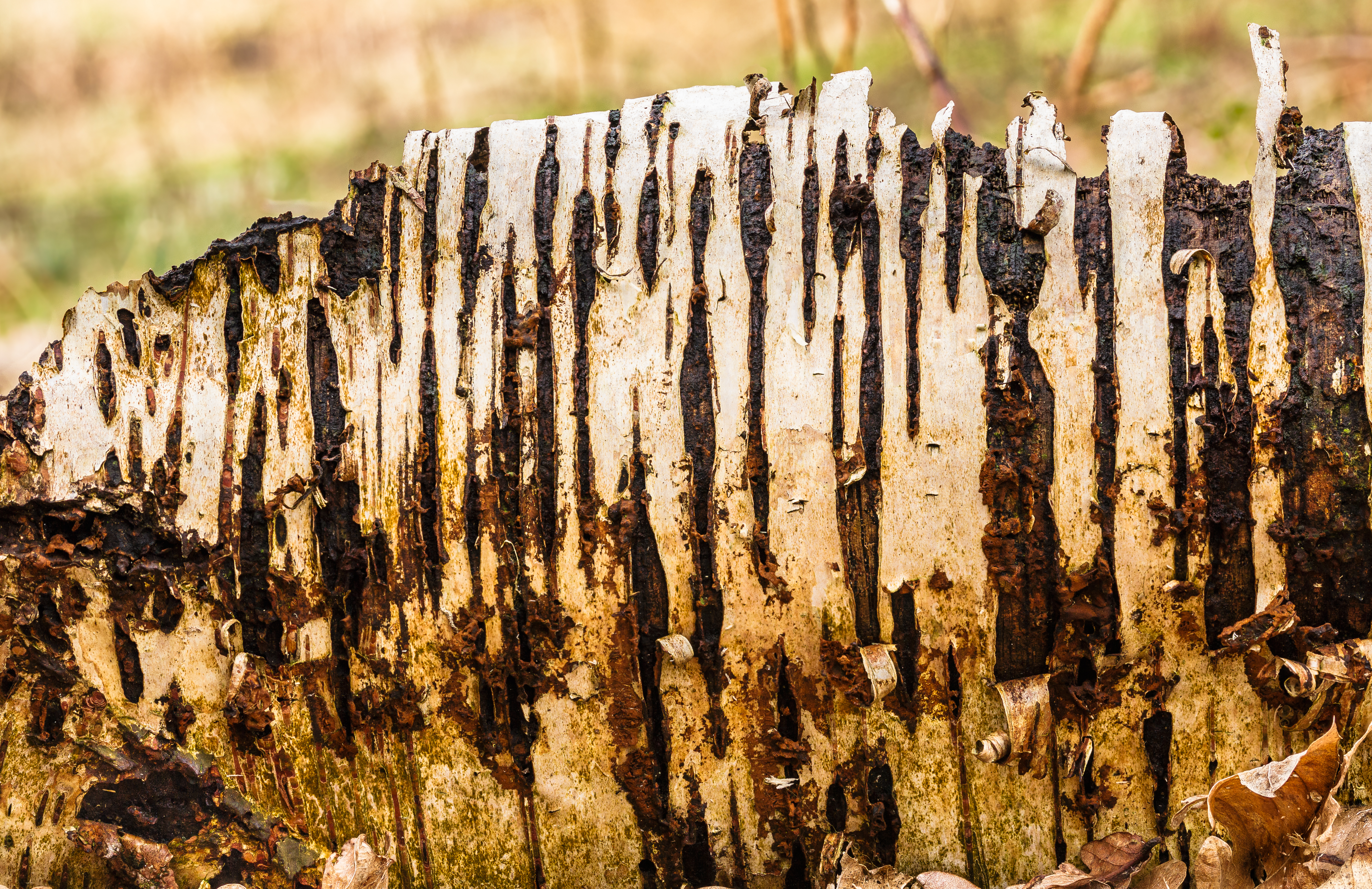
Tronco deitado de uma bétula (Betula) em total decomposição.

## Espécies daAmérica do Norte
1. Betula alleghaniensis
2. Betula caerulea
3. Betula cordifolia
4. Betula glandulosa
5. Betula lenta
6. Betula michauxii
7. Betula minor
8. Betula murrayana
9. Betula nana
10. Betula neoalaskana
11. Betula nigra
12. Betula occidentalis
13. Betula papyrifera
14. Betula populifolia
15. Betula pumila
16. Betula uber

## Espécies daEuropaeÁsia
1. Betula albosinensis
2. Betula alnoides
3. Betula ashburneri
4. Betula baschkirica
5. Betula bomiensis
6. Betula browicziana
7. Betula calcicola
8. Betula celtiberica
9. Betula chichibuensis[4]
10. Betula chinensis
11. Betula coriaceifolia
12. Betula corylifolia
13. Betula costata
14. Betula cylindrostachya
15. Betula dahurica
16. Betula delavayi
17. Betula ermanii
18. Betula falcata
19. Betula fargesii
20. Betula fruticosa
21. Betula globispica
22. Betula gmelinii
23. Betula grossa
24. Betula gynoterminalis
25. Betula honanensis
26. Betula humilis ou Betula kamtschatica
27. Betula insignis
28. Betula karagandensis
29. Betula klokovii
30. Betula kotulae
31. Betula luminifera
32. Betula maximowicziana
33. Betula medwediewii
34. Betula megrelica
35. Betula microphylla
36. Betula nana
37. Betula pendula
38. Betula platyphylla
39. Betula potamophila
40. Betula potaninii
41. Betula psammophila
42. Betula pubescens
43. Betula raddeana
44. Betula saksarensis
45. Betula saviczii
46. Betula schmidtii
47. Betula sunanensis
48. Betula szechuanica
49. Betula tianshanica
50. Betula utilis
51. Betula wuyiensis
52. Betula zinserlingii

- -     - Muitos textos norte-americanos confundem B. pendula e B. pubescens, embora sejam espécies distintas com diferentes números de cromossomas.

## Classificação do gênero
| Sistema | Classificação                     | Referência               |
| ------- | --------------------------------- | ------------------------ |
| Linné   | Classe Monoecia, ordem Tetrandria | Species plantarum (1753) |